# Unionismul sârbo-muntenegrean
Unionismul sârbo-muntenegrean este o mișcare politică și națională care are ca scop o posibilă reunificare a Republicii Muntenegru cu Republica Serbia. Mișcarea de reunificare sârbo-muntenegreană a reapărut ca doctrină politică și națională după declararea independenței Muntenegrului în anul 2006.  Relația dintre sârbi și muntenegreni este în general identificată ca fiind cea mai bună dintre toate popoarele fostei Iugoslavii.   Marea majoritane a adepților reunificării Muntenegrului cu Serbia (unioniștii) se opun recunoașterii de către Muntenegru a statului Kosovo, care și-a declarat unilateral independența față de Serbia în anul 2008. 

## Mișcarea de reunificare a celor două state în prezent
La momentul actual (2019), în Muntenegru, există câteva partide care susțin reunificarea statului Muntenegru cu Serbia, cum ar fi Partidul Noua Democrație Sârbă, Partidul Popular Democrat, Partidul Democrat al Unității, Partidul Sârb Democrat, Partidul Radical Sârb, Partidul Comunist Iugoslav. Partidul Noua Democrație Sârbă, Partidul Sârb Democrat, Partidul Popular Democrat și Partidul Comunist Iugoslav fac parte, alături de partidul Mișcarea pentru schimbare, din coaliția parlamentară de opoziție Frontul Democrat.